# فهرست شخصیت‌های ماجراهای تن‌تن

تعدادی از شخصیت‌های اصلی و فرعی مجموعه ماجراهای تن‌تن و میلو نوشته شده توسط گرافیست بلژیکی، هرژه. در وسط این تصویر از جواهرات کاستافیوره، تن‌تن و سگ وفادارش میلو دیده می‌شوند.

این فهرستی از شخصیت‌های موجود در مجموعه کتاب‌های ماجراهای تن‌تن و میلو، نوشتهٔ کارتونیست بلژیکی هرژه است. شخصیت‌های غیر اصلی بر پایه حروف الفبا فهرست شده‌اند.

## شخصیت‌های منفی

### ژنرال تاپیوکا
ژنرال تاپیوکا ژنرال و حاکم سن تئودور در آمریکای لاتین است. او در بدست گرفتن قدرت، رقیب ژنرال آلکازار است. در داستان تن تن و پیکاروها، تن تن با همکاری برخی از افراد خائن ژنرال تاپیوکا و ژنرال آلکازار می‌توانند به عنوان مجری مراسم دلقک‌ها در روز بزرگداشت به قدرت رسیدن ژنرال تاپیوکا وارد ساختمان ژنرال شوند و او را خلع کنند و خود ژنرال تاپیوکا به مردم تحت فشار اسلحه تغییر قدرت از دست خودش به ژنرال آلکازار را اعلام می‌کند.

## شخصیت‌های فرعی
دوشیزه ایرما مستخدم باوفا و احساساتی بیانکا کاستافیوره است که همیشه و همه جا همراه وی می‌باشد و کاستافیوره همیشه نام وی را به صورت کشدار و طولانی صدا می‌زند. ایرما در داستان جواهرات کاستافیوره بیشترین حضور را دارد. وی نخستین بار در داستان ماجرای تورنسل توسط هرژه خلق شد.
در داستان جواهرات کاستافیوره، وی در پی مفقود شدن زمرد گران‌بهای خانم کاستافیوره مورد ظنّ تامسون و تامپسون قرار می‌گیرد؛ اما هنگامی که آن دو به ایرما تهمت دزدی می‌زنند، ایرما عصبانی شده و حسابی از خجالت تامسون‌ها در می‌آید. قیچی طلایی و انگشتانه نقره ایرما توسط یک زاغ ربوده می‌شود که در اواخر داستان قیچی وی در کاروان کولی‌هایی که ناخدا هادوک به آن‌ها اجازه اسکان در علفزارهای پیرامون مارلین اسپایک را داده بود توسط پلیس پیدا می‌شود و به همین علت پلیس کولی‌ها را به اتهام سرقت به زندان می‌اندازد. اما در پایان داستان با پیدا شدن انگشتانه ایرما و زمرد خانم کاستافیوره در لانه زاغ، کولی‌ها تبرئه شدند.